# Чорногузи
Чорногузи́ — село у Вижницькій міській громаді Вижницького району Чернівецької області України.

## Назва
Можливо, назва села походить від прізвища першопоселенця — Чорногуз. Інша версія, від слів «чорні гузна». Версія, що на території села масово селилися птахи чорногузи, має певні застереження, оскільки по-місцевому цей птах зветься бузьком.   

## Географія
Чорногузи — село розташоване біля підніжжя Карпат та на відстані близько 3 кілометрів від міста Вижниця. Через село проходить автошляхом територіального значення Т 2601. Поблизу поселення протікає річка Черемош.

### Клімат
Чорногузи знаходяться в межах вологого континентального клімату із теплим літом.

## Історія
Перша письмова згада про село Чорногузи — 1753 року.
У 1848 році урочищі Глєдів на території села Лук'ян Кобилиця скликав збори виборців.
1869 — 1872 роках в селі бував Юрій Федькович. На згадку про нього в селі поставлено пам'ятну фігуру.
1876 року збудовано церкву Різдва Пресвятої Богородиці, яка згоріла від влучання снаряду підчас Другої світової війни.
В 1897 року через село пролягла залізниця лінії Вижниця — Неполоківці.
1888 — 1889 роках засновано першу школу в Чорногузах.
Потягом до Вижниці через село їхали Ольга Кобилянська та Леся Українка, а потім далі в гори.
На початку XX століття тут діяли товариства «Січ», «Читальня», гурток «Жіноча громада».
Не оминула Чорногузи і боротьба за державність української нації та Перша світова війна.
У 1918 році село захопило королівство Румунія, встановлювались жорсткі порядки, заборонялась українська мова.
В червні 1940 року село приєднано до Радянського союзу. Радянська окупація вивезла і знищила багато жителів села. Мешканці села зазнали каральної акції операції «Захід». 
Нова дерев’яна церква Різдва Христова побудована 1946 року.
Вулиці села повністю електрифікували в 1965 році. 
З 24 серпня 1991 року в складі незалежної України.
2002 році відбулась реорганізація школи у середню.
Село сильно постраждало від паводку в липні 2008 року: 29 липня тут стався великий зсув ґрунту, внаслідок якого було зруйновано 19 будинків.
2010 року збудовано сучасний дитячий садок «Світанок».
16 вересня 2016 року шляхом об'єднання сільських рада, село увійшло до складу Вижницької міської громади, до цього органом місцевого самоврядування була Чорногузівська сільська рада.
13 квітня 2024 року селі Чорногузи парафія церква Покрови Пресвятої Богородиці перейшла з Московського патріархату в Православну Церкву України.

## Населення
Згідно з переписом УРСР 1989 року чисельність наявного населення села становила 2438 осіб, з яких 1154 чоловіки та 1284 жінки.
За переписом населення України 2001 року в селі мешкало ▲2799 осіб.
У 2022 році чисельність населення становила ▲2950 осіб.

### Мова
Розподіл населення за рідною мовою за даними перепису 2001 року:
| Мова       | Відсоток |
| ---------- | -------- |
| українська | 98,89 %  |
| російська  | 0,64 %   |
| румунська  | 0,18 %   |
| білоруська | 0,14 %   |
| молдовська | 0,04 %   |

## Відомі люди

### Народилися
- Барбір Людмила Григорівна (30 листопада 1982 р.) — акторка, телеведуча, ведуча ранкового шоу «Сніданок з 1+1» на каналі 1+1.
- Мазепа Марія Омелянівна (6 серпня 1951 р.) — українська журналістка, літератор, громадсько-політична діячка, лауреат Літературної премії імені Дмитра Загула.
- Москалюк Онуфрій Ількович — лицар Бронзового хреста бойової заслуги УПА, командир сотні УПА «Змії».
- Григоряк Семен Іванович — український військовий діяч, підполковник Армії Української Народної Республіки.
- Іван Овадюк (1893 р.) — український військовий, січовий стрілець.